# Benimassot
Benimassot è un comune spagnolo situato nella comunità autonoma Valenciana.